# Portland Trail Blazers 1997-1998
La stagione 1997-98 dei Portland Trail Blazers fu la 28ª nella NBA per la franchigia.
I Portland Trail Blazers arrivarono quarti nella Pacific Division della Western Conference con un record di 46-36. Nei play-off persero al primo turno con i Los Angeles Lakers (3-1).

## Roster
| N° | Naz.                   | Ruolo | Sportivo           | Anno | Alt. | Peso |
| -- | ---------------------- | ----- | ------------------ | ---- | ---- | ---- |
| 2  | Stati Uniti (bandiera) | GA    | Stacey Augmon      | 1968 | 198  | 93   |
| 3  | Stati Uniti (bandiera) | G     | Damon Stoudamire   | 1973 | 178  | 78   |
| 4  | Stati Uniti (bandiera) | AC    | Carlos Rogers      | 1971 | 211  | 100  |
| 5  | Stati Uniti (bandiera) | AC    | Jermaine O'Neal    | 1978 | 211  | 103  |
| 7  | Stati Uniti (bandiera) | G     | Kenny Anderson     | 1970 | 183  | 76   |
| 9  | Stati Uniti (bandiera) | G     | Rick Brunson       | 1972 | 193  | 86   |
| 10 | Stati Uniti (bandiera) | A     | Dontonio Wingfield | 1974 | 203  | 116  |
| 11 | Lituania (bandiera)    | C     | Arvydas Sabonis    | 1964 | 221  | 127  |
| 12 | Stati Uniti (bandiera) | G     | John Crotty        | 1969 | 185  | 84   |
| 17 | Stati Uniti (bandiera) | GA    | Vincent Askew      | 1966 | 198  | 95   |
| 19 | Stati Uniti (bandiera) | GA    | Sean Higgins       | 1968 | 206  | 93   |
| 21 | Stati Uniti (bandiera) | G     | Alvin Williams     | 1974 | 196  | 84   |
| 23 | Stati Uniti (bandiera) | G     | Gary Grant         | 1965 | 191  | 84   |
| 30 | Stati Uniti (bandiera) | AC    | Rasheed Wallace    | 1974 | 208  | 102  |
| 31 | Stati Uniti (bandiera) | C     | Kelvin Cato        | 1974 | 211  | 116  |
| 33 | Stati Uniti (bandiera) | A     | Gary Trent         | 1974 | 203  | 113  |
| 34 | Stati Uniti (bandiera) | G     | Isaiah Rider       | 1971 | 196  | 98   |
| 42 | Stati Uniti (bandiera) | GA    | Walt Williams      | 1970 | 203  | 99   |
| 44 | Stati Uniti (bandiera) | A     | Brian Grant        | 1972 | 206  | 115  |
| 53 | Stati Uniti (bandiera) | C     | Alton Lister       | 1958 | 213  | 109  |

## Staff tecnico
- Allenatore: Mike Dunleavy
- Vice-allenatori: Bill Musselman, Tony Brown, Jim Eyen, Elston Turner